# Darío Rodríguez
Octavio Darío Rodríguez Peña (Montevideo, 17 de setembre de 1974) és un futbolista internacional uruguaià que juga al Club Atlético Peñarol. Va jugar un total de 51 partits amb la selecció de futbol de l'Uruguai.

## Biografia
Nascut a Montevideo, Rodríguez va jugar professionalment la major part del temps al Club Atlético Peñarol i al Schalke 04 d'Alemanya. Altres clubs en els quals va jugar són el Sud América (Uruguai), el Club Atlético Bella Vista (Uruguai) i el Deportivo Toluca Fútbol Club (Mèxic). El 2008 va tornar a ser jugador del CA Peñarol després de 6 anys amb el Schalke 04.
Amb la selecció de futbol de l'Uruguai, Rodríguez va participar en la Copa del Món de futbol de 2002, marcant el primer gol del torneig amb la Celeste. També va ser el capità de la selecció nacional. Els seus darrers partits amb la selecció uruguaiana van tenir lloc durant la Copa Amèrica de futbol 2004 i la Copa Amèrica de futbol 2007.